# Evaristo
Evaristo de Macedo Filho znany jako Evaristo (ur. 22 czerwca 1933 w Rio de Janeiro, Brazylia) – brazylijski piłkarz i trener.
Jako piłkarz zdobył Copa del Rey i pięć tytułów mistrza Hiszpanii w barwach FC Barcelona i Realu Madryt.
Po zakończeniu kariery piłkarskiej podjął pracę jako trener. Na MŚ 1986 był selekcjonerem reprezentacji Iraku.